# Direção-Geral do Património Cultural

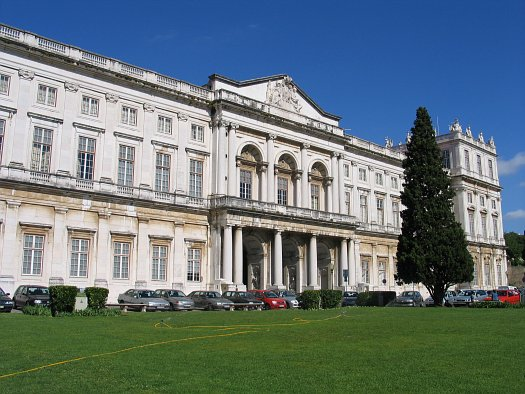
Palacio Nacional de Ajuda, monumento nacional, donde funcionaba antiguamente el IPPAR, su sucesor el IGESPAR y la actual DGPC

La Direção-Geral do Património Cultural (en español: Dirección General del Patrimonio Cultural)  es un servicio central de la administración directa del Estado portugués, que «tiene por misión asegurar la gestión, salvaguarda, puesta en valor, conservación y restauración de los bienes que integran el patrimonio cultural inmueble, mueble y inmaterial del país, así como desarrollar y ejecutar la política museológica nacional».
Resultó de la fusión entre el Instituto de Gestão do Património Arquitectónico e Arqueológico (Instituto de Gestión del Patrimonio Arquitectónico y Arqueológico), I. P. (IGESPAR) y el Instituto dos Museus e da Conservação (Instituto de los Museos y de la Conservación), I. P. (IMC), ocurrida en 2011.

## Misión
Con la extinción del IGESPAR y del IMC el 29 de diciembre de 2011, surgió la DGPC, que pasa a asumir las competencias y atribuciones de los dos organismos extintos, expresamente:
1. Proponer la clasificación y el inventario de bienes inmuebles de interés nacional y de interés público de relevancia arquitectónica y arqueológica y, cuando sea el caso, establecer zonas especiales de protección;
2. Elaborar(...) planos, programas y proyectos para la ejecución de obras e intervenciones (...) en inmuebles clasificados o en vías de clasificación o situados en las respectivas zonas de protección(...);
3. Asegurar(...) la gestión y puesta en valor del patrimonio cultural arquitectónico y arqueológico (...);
4. Promover y asegurar el inventario general del patrimonio cultural (...);
5. Pronunciarse sobre el impacto de planos o grandes proyectos y obras, tanto públicos como privados, y proponer las medidas de protección y las medidas correctivas y de minimización de impacto que resulten necesarias para la protección del patrimonio cultural arquitectónico y arqueológico;

## Bibliotecas DGPC
La DGPC posee un conjunto de servicios de documentación muy relevante que constituye un activo estratégico importante en el marco de la sociedad de la información y del conocimiento. Entre los servicios céntricos, museos y monumentos posee 25 bibliotecas y centros de documentación, la mayoría de las cuales con acceso público. Estos servicios documentales disponen de más de 200.000 registros bibliográficos.
Las bibliotecas son:
- Biblioteca de la Ayuda
- Biblioteca del Palacio Nacional de Mafra
- Biblioteca de Arqueología
- Biblioteca de Conservación y Museos
- Biblioteca de Patrimonio
- Biblioteca de la Casa-Museo Dr. Anastácio Gonçalves
- Biblioteca del Convento de Cristo
- Biblioteca del Mosteiro de la Batalla
- Biblioteca del Mosteiro de Alcobaça
- Biblioteca del Mosteiro de los Jerónimos
- Biblioteca del Museo Monográfico de Conimbriga
- Biblioteca del Museo Nacional de la Música
- Biblioteca del Museo Nacional de Arqueología
- Biblioteca del Museo Nacional de Arte Antiguo
- Biblioteca del Museo Nacional de Arte Contemporáneo del Chiado
- Biblioteca del Museo Nacional de Etnología
- Biblioteca del Museo Nacional del Azulejo
- Biblioteca del Museo Nacional del Teatro y de la Baila
- Biblioteca del Museo Nacional del Traje
- Biblioteca del Museo Nacional de los Coches
- Biblioteca del Museo Nacional Grano Vasco
- Biblioteca del Museo Nacional Hacha de Castro
- Biblioteca del Museo Nacional Suenes de los Reyes
- Biblioteca del Palacio Nacional de la Ayuda
- Biblioteca del SIPA - Fuerte de Sacavém

### Biblioteca de Arqueología (BA)
La Biblioteca de Arqueología (BA) heredó los fondos del Instituto Portugués de Arqueología. Este era, en su mayor parte, oriundo del Instituto Arqueológico Alemán, que lo cedió, en régimen de comodato, al Estado portugués, tras la extinción de su delegación de Lisboa, en 1999. El acervo poseía cerca de 55.000 registros bibliográficos, divididos por cerca de 1.400 títulos de periódicos (la mitad de los cuales estaban activos y actualizados), 23.000 títulos de analíticos y 30.000 títulos monográficos.

## Bases de datos
Las bases de datos eran anteriormente dependientes del Instituto de los Museos y de la Conservación , I.P. y pasaron para la dependencia de la Direção-Geral do Património Cultural.

### MatrizNet
Faculta la información contenida en las fichas de inventario de bienes museológicos, así como la información relativa la bibliografía y la exposiciones temporales de los museos dependientes de la DGPC. Tiene aproximadamente 40.000 entradas y posibilita la realización de investigaciones transversales en las colecciones de los museos, en obras de una determinada época histórica, periodo artístico o autoría.
- Colecciones
- Exposiciones Temporales

### MatrizPCI
Base de información de soporte al Inventario Nacional del Patrimonio Cultural Inmaterial, permitiendo además de las investigaciones de manifestaciones inmateriales inventariadas, la consulta de recursos de referencia sobre patrimonio inmaterial, incluyendo legislación y normativos, ediciones electrónicas y documentación técnica de relevancia para la promoción de la salvaguarda del Patrimonio Cultural Inmaterial.
- Búsqueda del Inventario
- Iniciar el procedimiento de inventario de manifestaciones inmateriales

### MatrizPix
Permite la investigación sobre fondos fotográficos, en soporte digital, producidos y gestionados por la DGPC, en concreto los relativos a la documentación de las colecciones de los Museos y Palacios Nacionales. Posee una área de presentación de exposiciones fotográficas que constituyan versiones en línea de exposiciones presentadas por la ADF/DGPC en museos y galerías o que constituyan exposiciones concebidas específicamente para acceso a través del MatrizPIX. Permite aún la selección y pedido en línea de imágenes. Posee cerca de 30.000 entradas.
- Búsqueda de imágenes
- Exposiciones en línea
- Pedido de imágenes

### Ulysses
"Sistema de información del patrimonio clasificado", base de datos del antiguo IGESPAR, para el inventario de patrimonio inmueble, para la gestión de la información relativa a patrimonio arquitectónico y arqueológico sujeto la protección legal.

### Endovélico
"Sistema de información y gestión Arqueológica", base de datos creada para la gestión de la información relativa a casas de campo arqueológicas, que permite también la desmaterialización de procesos y la inserción de datos a partir del exterior, a través del Portal del Arqueólogo.

### SIPA
"Sistema de Información para el Patrimonio Arquitectónico", base de datos con información y documentación sobre patrimonio arquitectónico, urbanístico y paisajístico de origen o ubicación portuguesa.